# Університетська вулиця (Запоріжжя)
Вýлиця Університетська — вулиця в Олександрівському районі міста Запоріжжя. Розпочинається від вулиці Залізничної біля магістральної залізничної лінії, перетинає вулиці Троїцьку, Левка Лук'яненка, Дніпровську, Першу ливарну, Фортечну і закінчується вулицею Приходською. 
До вулиці Університетської прилучаються:
- вулиця Земського лікаря Лукашевича;
- вулиця Благовіщенська;
- вулиця Покровська;
- вулиця Слобідська.

Протяжність вулиці — 2,8 км.

## Історія
Наприкінці ХІХ — початку ХХ століття місто Олександрівськ перетворюється на помітний торговий центр. Чотири рази на рік в місті проходили ярмарки. Місце, де проводився ярмарок у 1895 році отримало назву — вул. Ярмаркової, оскільки знаходилася біля головного ринку міста. У 1902 році отримала нову назву, з нагоди 50-річчя від дня смерті російського поета Василя Жуковського (1783—1852), одного з основоположників російського романтизму (балади  «Кассандра» (1809), «Світлана» (1811), «Еолова арфа» (1814) тощо). У 1812 році брав участь у французько-російській війні. Служба при царському дворі (з 1815 року, з 1826 року — вихователь цесаревича) дала змогу Василю Жуковському полегшити долю декабристів, Олександра Пушкіна, Михайла Лермонтова, сприяти викупові Тараса Шевченка з кріпацтва). Він народився у січні 1783 року в селі Мішенське Тульської губернії Росії. У 1817 році став вчителем російської мови принцеси Шарлотти — майбутньої імператриці Олександри Федорівни. Восени 1826 року був призначений на посаду наставника спадкоємця престолу, майбутнього імператора Олександра II. У 1827 році Василь Жуковський став почесним членом Імператорської академії наук. Помер поет у квітні 1852 року в Німеччині. Його тіло поховане у Санкт-Петербурзі, в некрополі майстрів мистецтв Олександро-Невської лаври.
Раніше, відповідно до тогочасних правил фонетики та правопису, вулиця мала назву — Жуковська, тобто закінчення було інше. Цікавим фактом є те, що ні революційні вихори, ні тимчасова фашистська окупація не змінили назву вулиці.
Запорізька вулиця Університетська відома тим, що, окрім десятків житлових і адміністративних будівель, на ній розташовані одразу три університетів: ЗНУ, Національний університет «Запорізька політехніка» та КПУ.
29 грудня 2023 року, за ініціативою Національного університету «Запорізька політехніка», було запропоновано перейменувати вулицю Жуковського на вулицю Університетську.
20 травня 2024 року, відповідно до рішення Запорізької міської ради від 20.05.2024 № 146 вулиця Жуковського перейменована на вулицю Університетську.

## Об'єкти
- Буд. № 15 — Автостанція № 3
- Буд. № 29А — Супермаркет «АТБ»
- Буд. № 32 — Магазин «Побутова техніка»
- Буд. № 34 — Торговий центр
- Буд. № 36 — Хостел «Європа»
- Буд. № 36 — Адміністративна будівля хлібокомбинату № 2
- Буд. № 43 — Один з офісів КБ «Прогресс» ім. Івченко
- Буд. № 46 — Гуртожиток № 4  Національного університету «Запорізька політехніка»
- Буд. № 55А — Корпус № 6 Національного університету «Запорізька політехніка»
- Буд. № 57 — Колишній гуртожиток Запороізького метизного комбинату
- Буд. № 64 — Національний університет «Запорізька політехніка»
- Буд. № 66А — Дитячий дошкільний заклад № 130 «Казка»
- Буд. № 69 — Будівництво торгівельного центру
- Буд. № 70Б — Класичний приватний університет
- Буд. № 70В — Інститут здоров'я,спорту і туризму КПУ
- Буд. № 85А — Дитячий дошкільний заклад № 36 «Дзвіночок».

## Громадський міський транспорт
Вулицею Університетською пролягає одностороння трамвайна лінія, якою курсують маршрути № 10, 12, 14 та 15.
У 2004 році цією вулицею курсував маршрут № 17, в тому ж році був скасований.

## Галерея

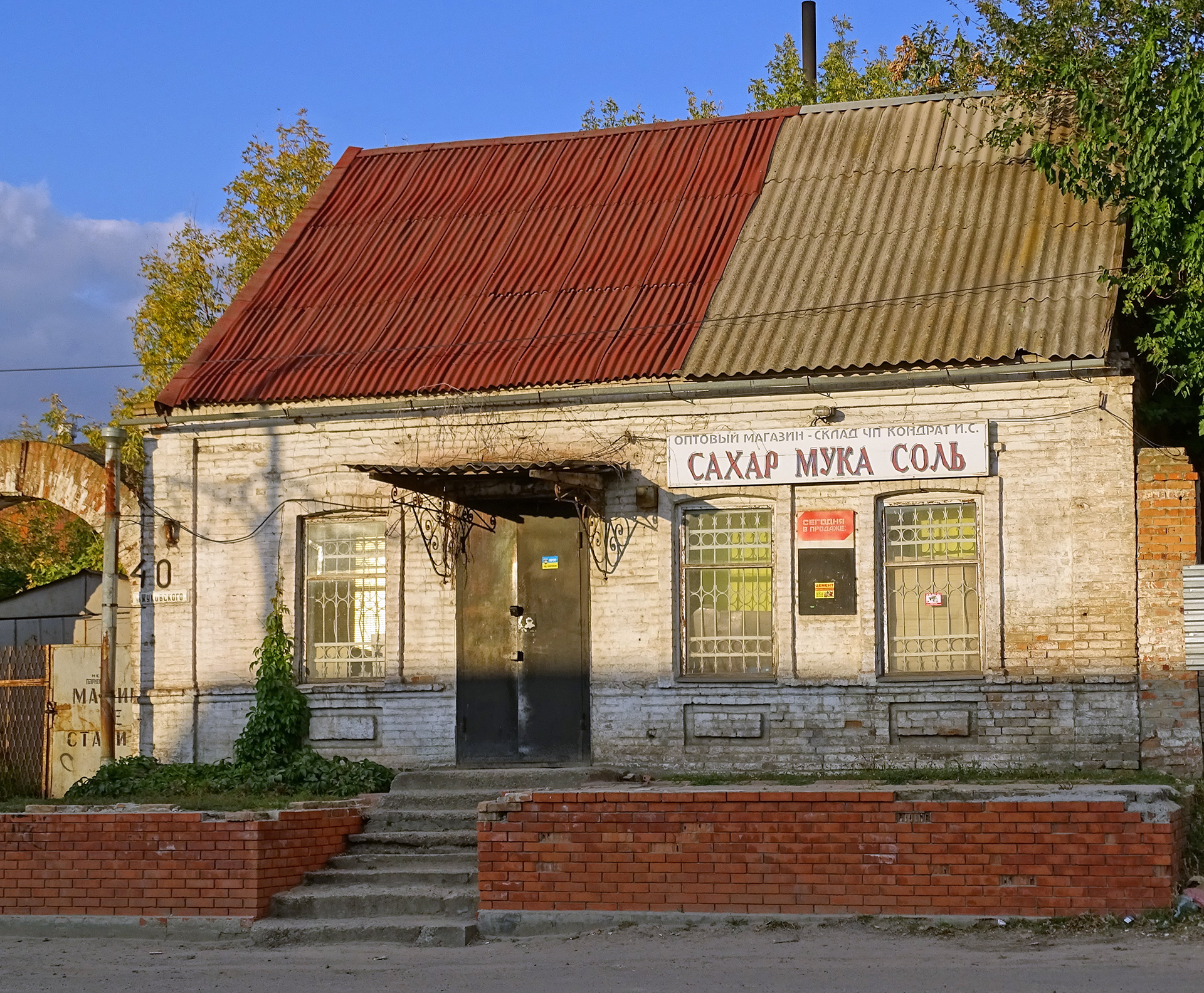
Житловий будинок міської садиби (вул. Університетська, 40)
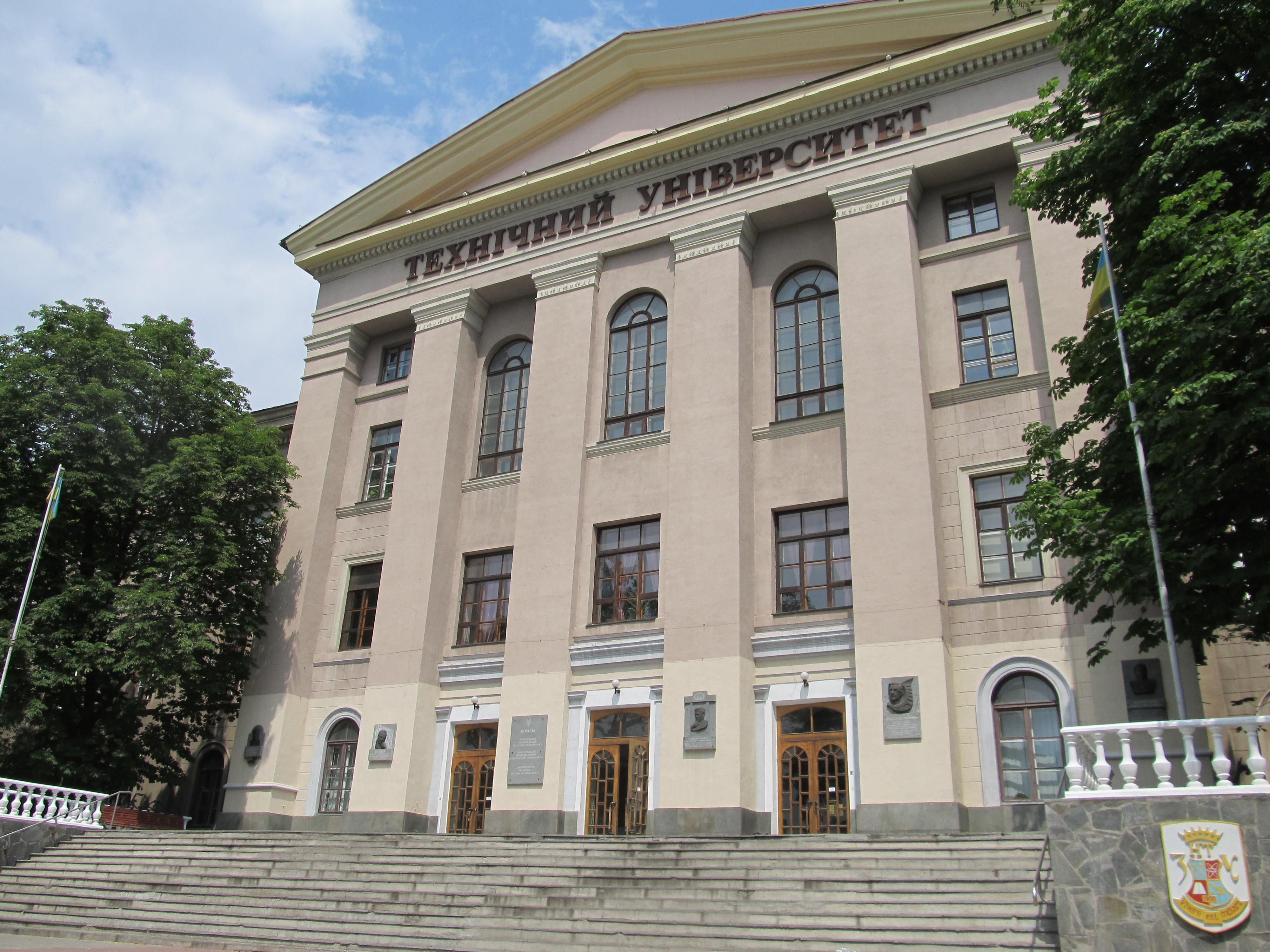
Національний університет «Запорізька політехніка» (архітектор Р. Марфельд, вул. Університетська, 64)
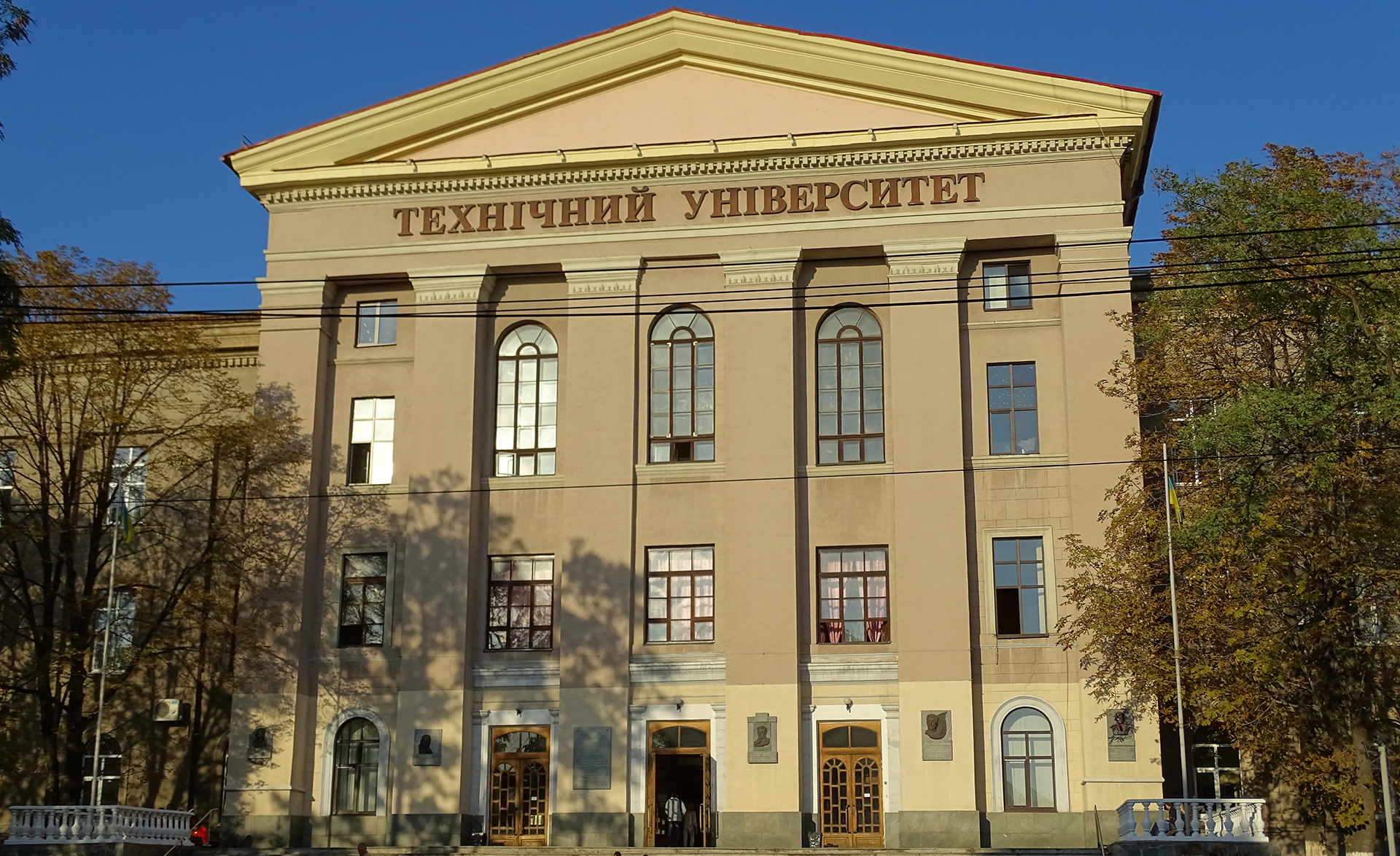
Головний корпус Національного університету «Запорізька політехніка»
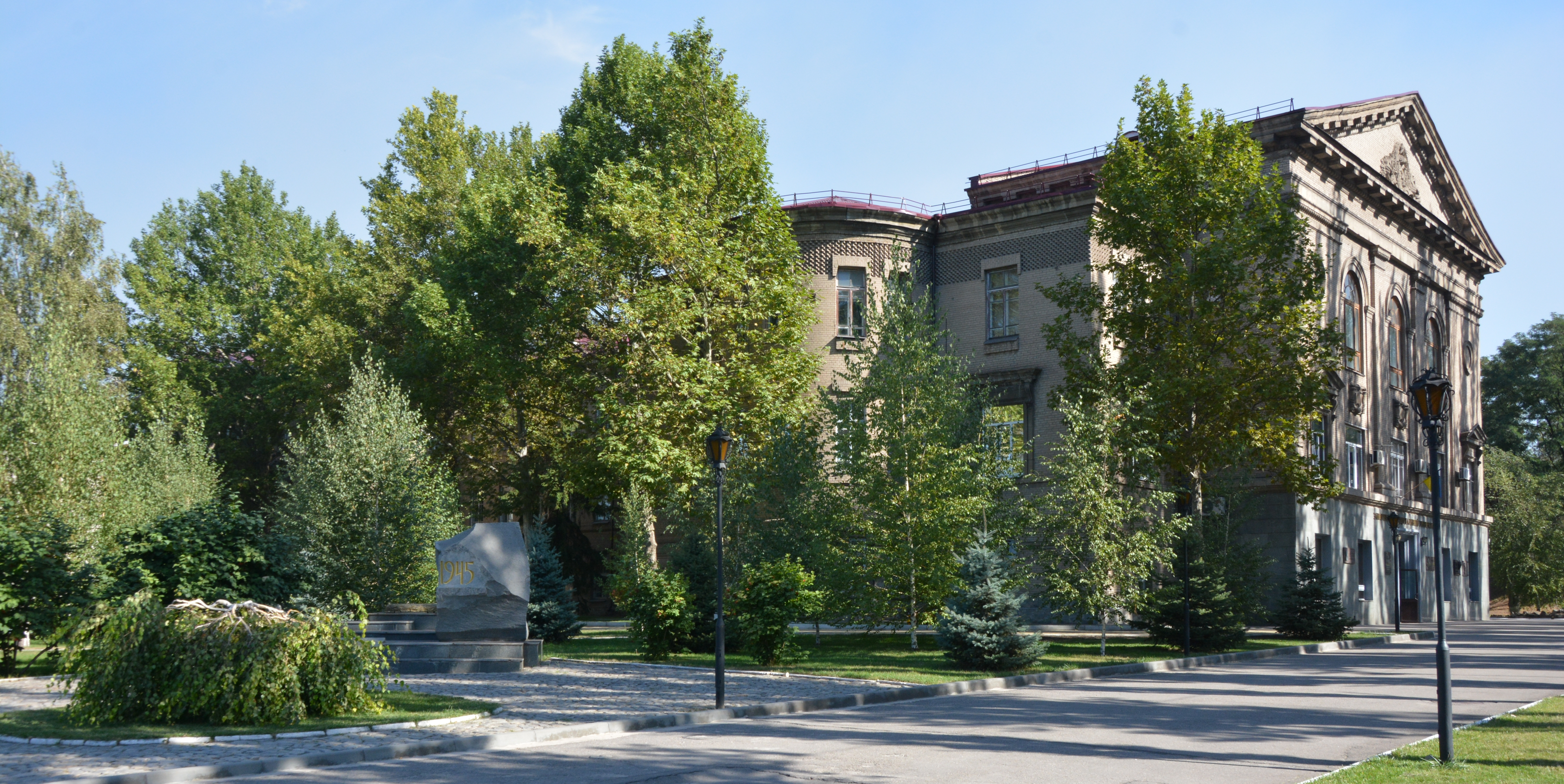
Колишній будинок чоловічої гімназії (нині — корпус ЗНУ), вул. Університетська, 66
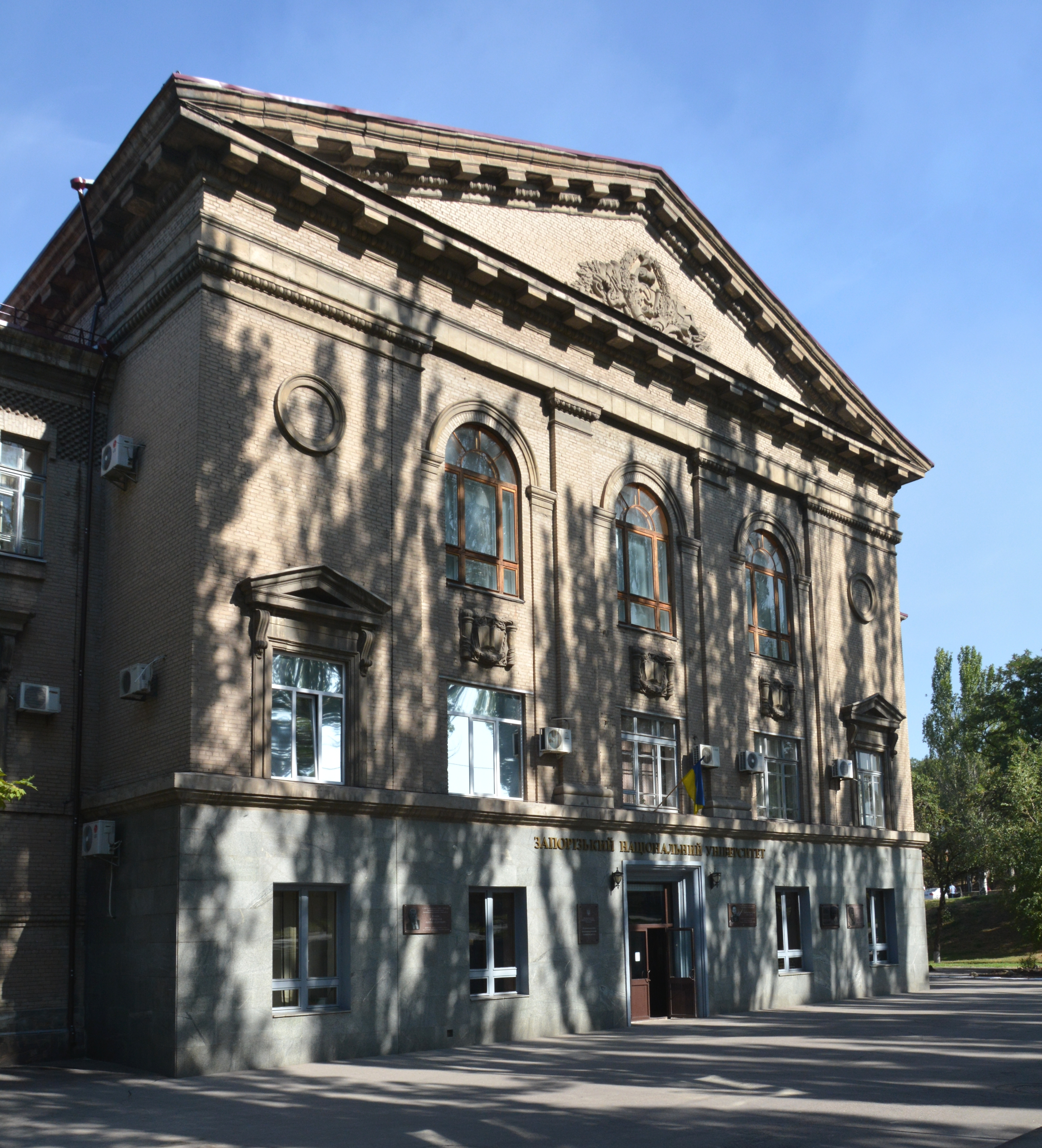
Корпус ЗНУ (вул. Університетська, 66)
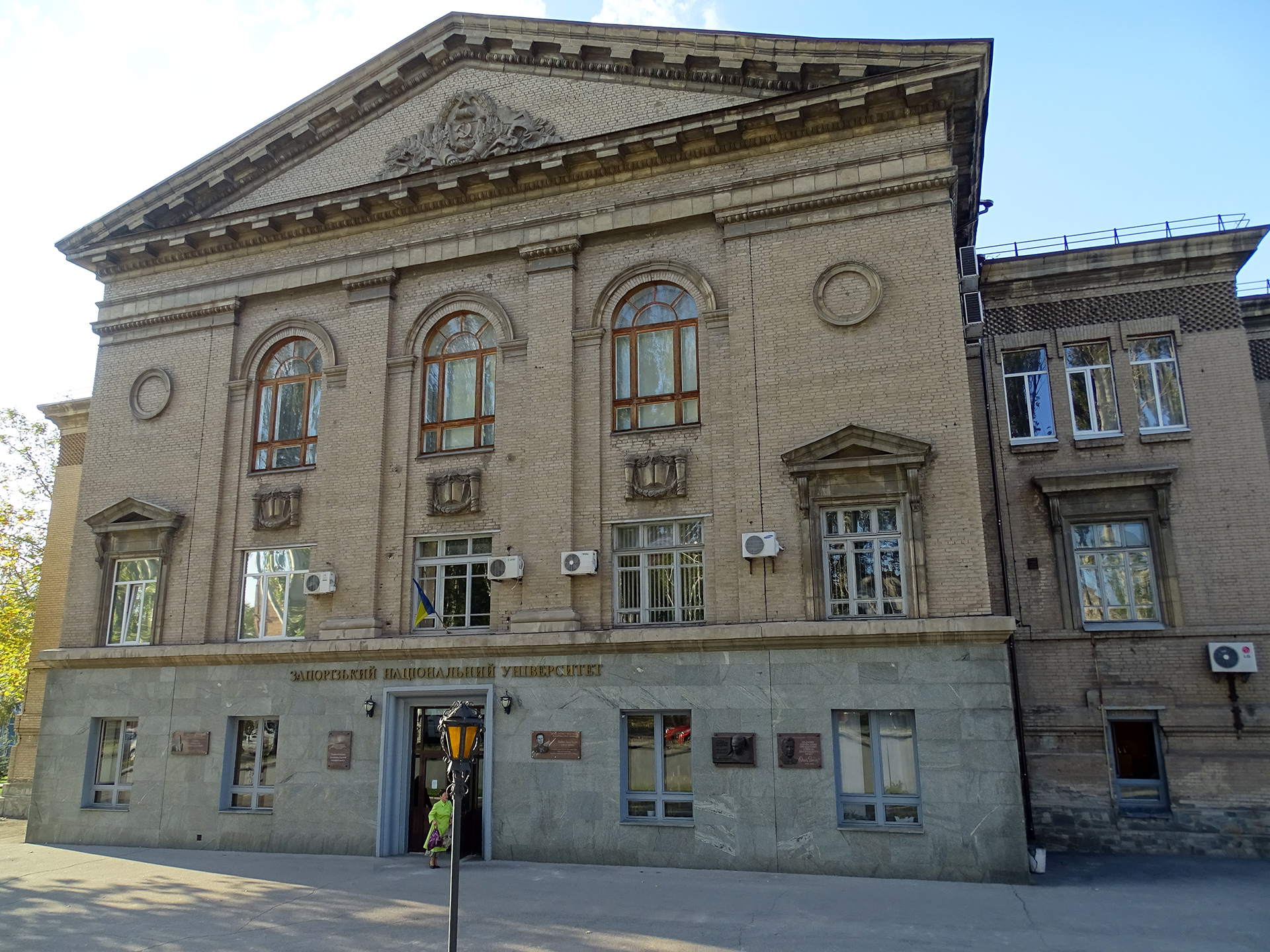
Корпус ЗНУ (вул. Університетська, 66)
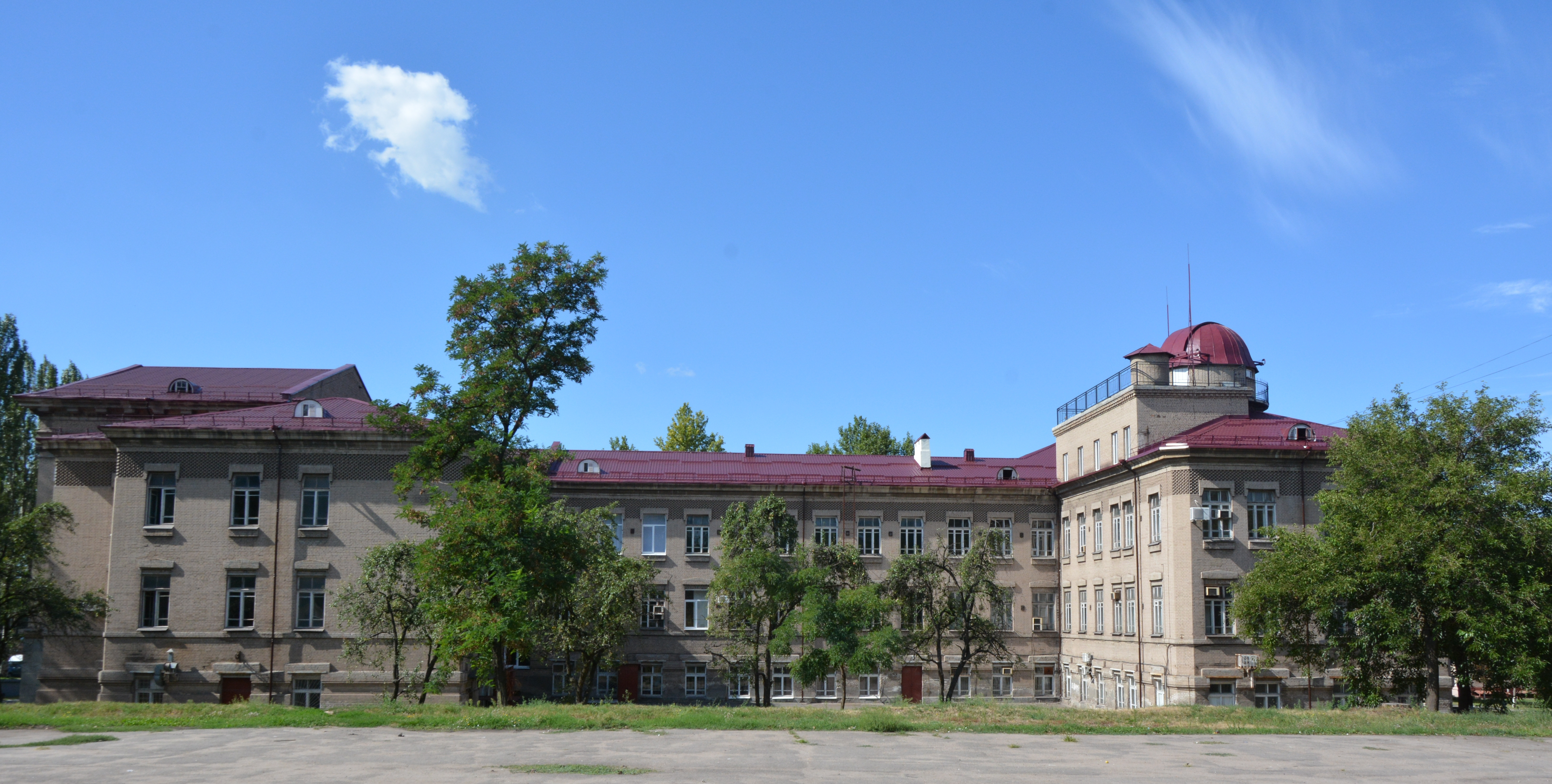
ЗНУ, (вул. Університетська, 66)
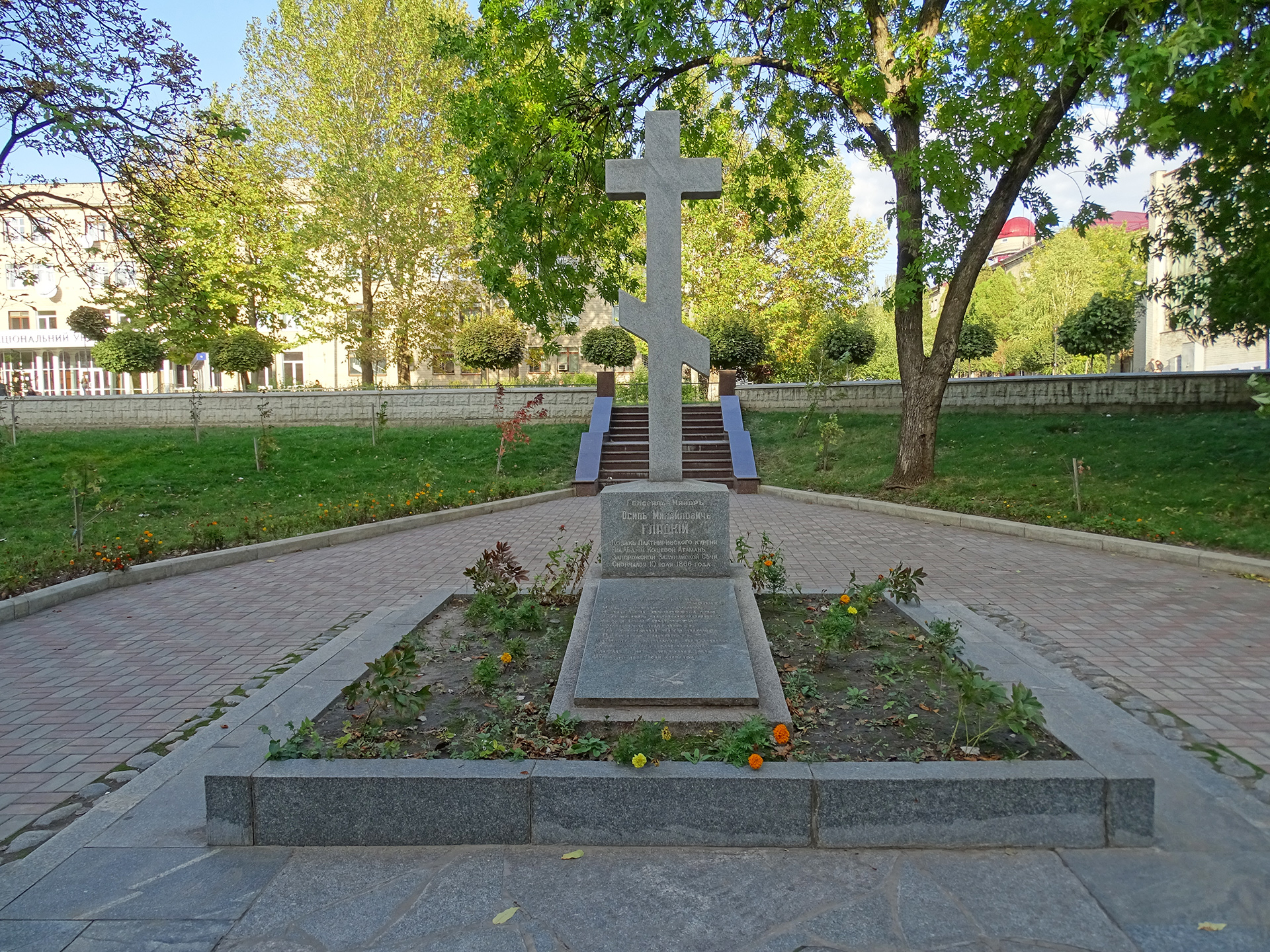
Могила Йосипа Гладкого — кошового отамана, навпроти будинку по вул. Університетська, 55
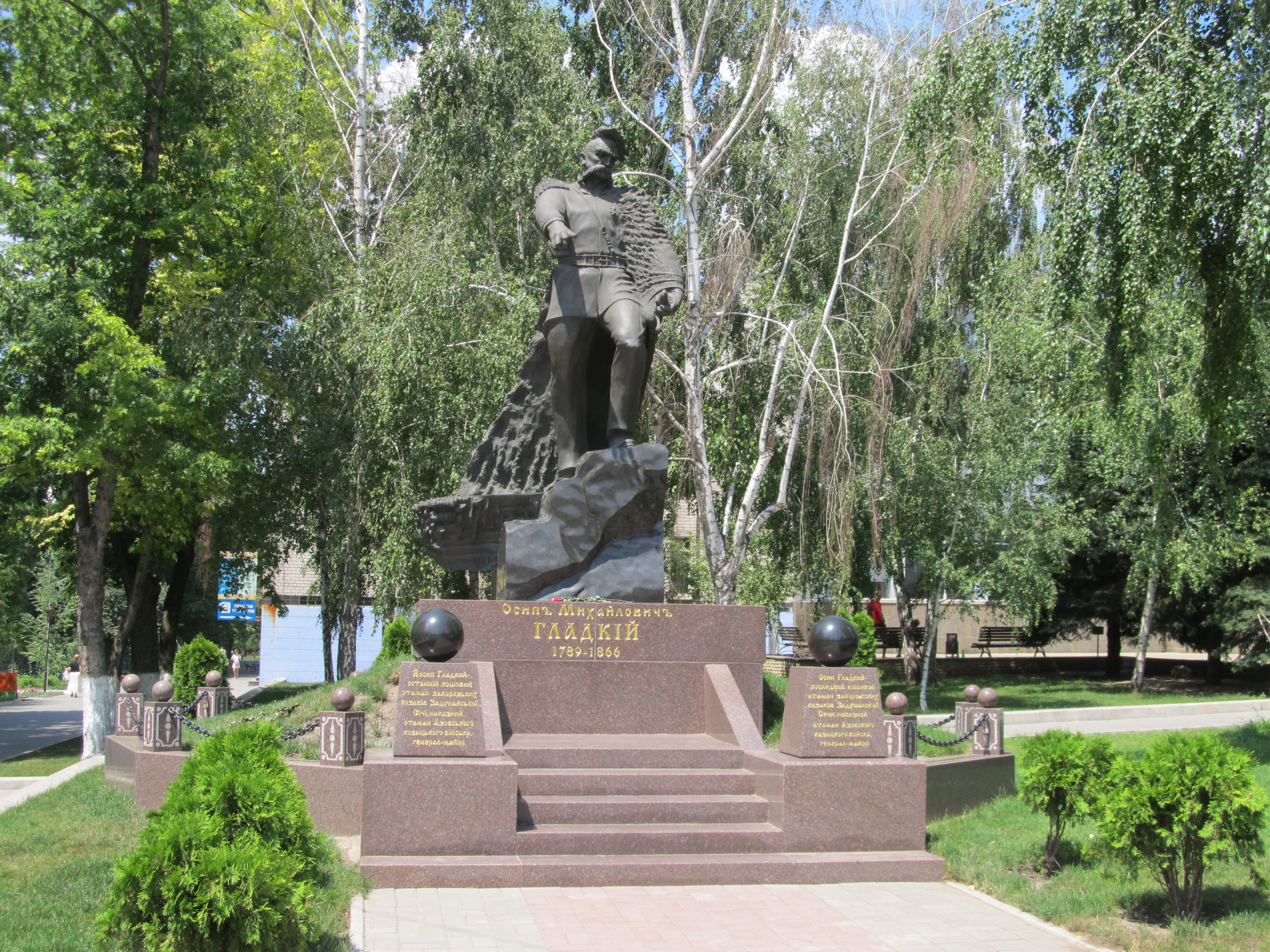
Пам'ятник Йосипу Гладкому (2013)
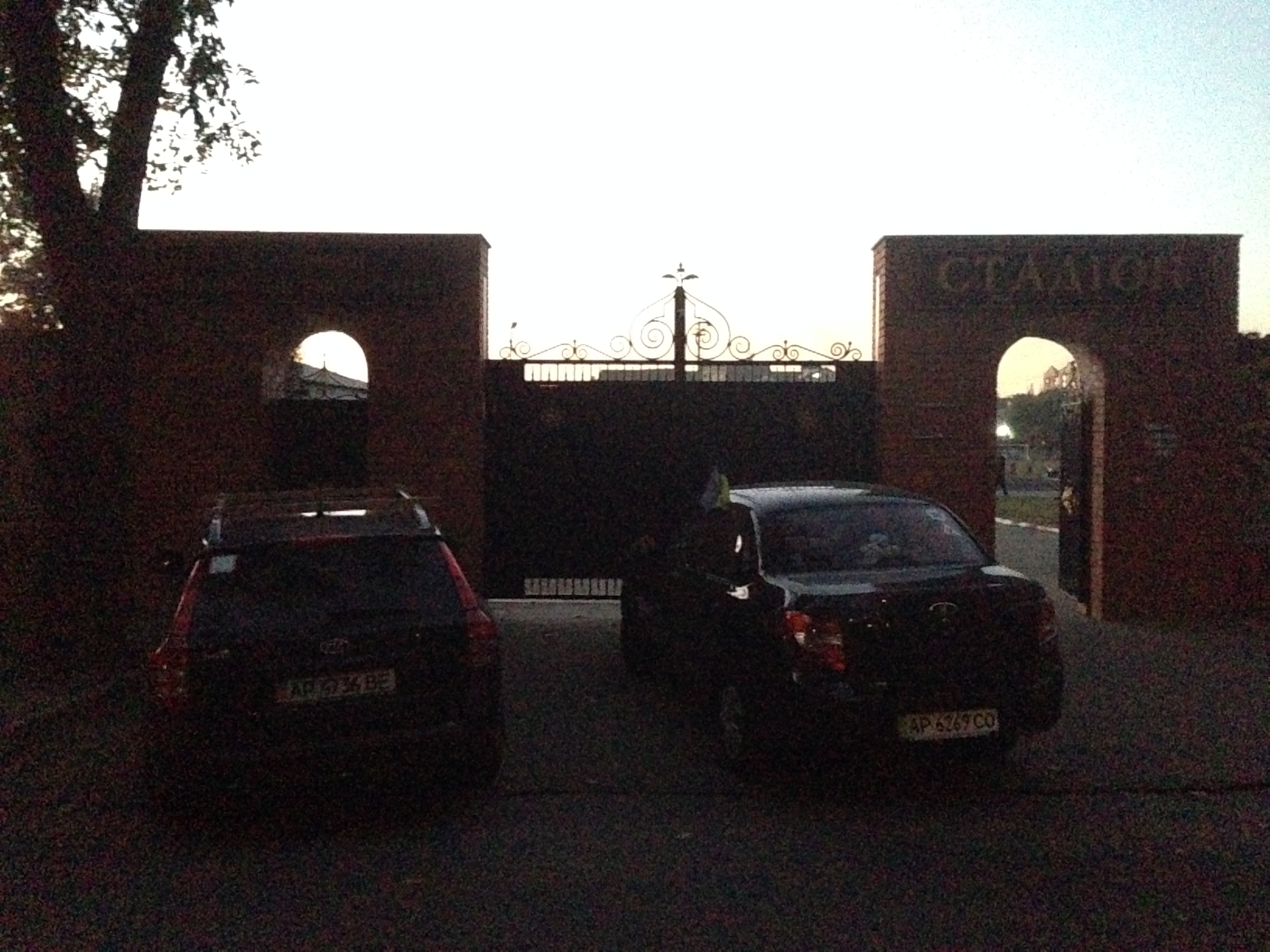
Вхід до стадіону «Локомотив» (вул. Університетська, 70)
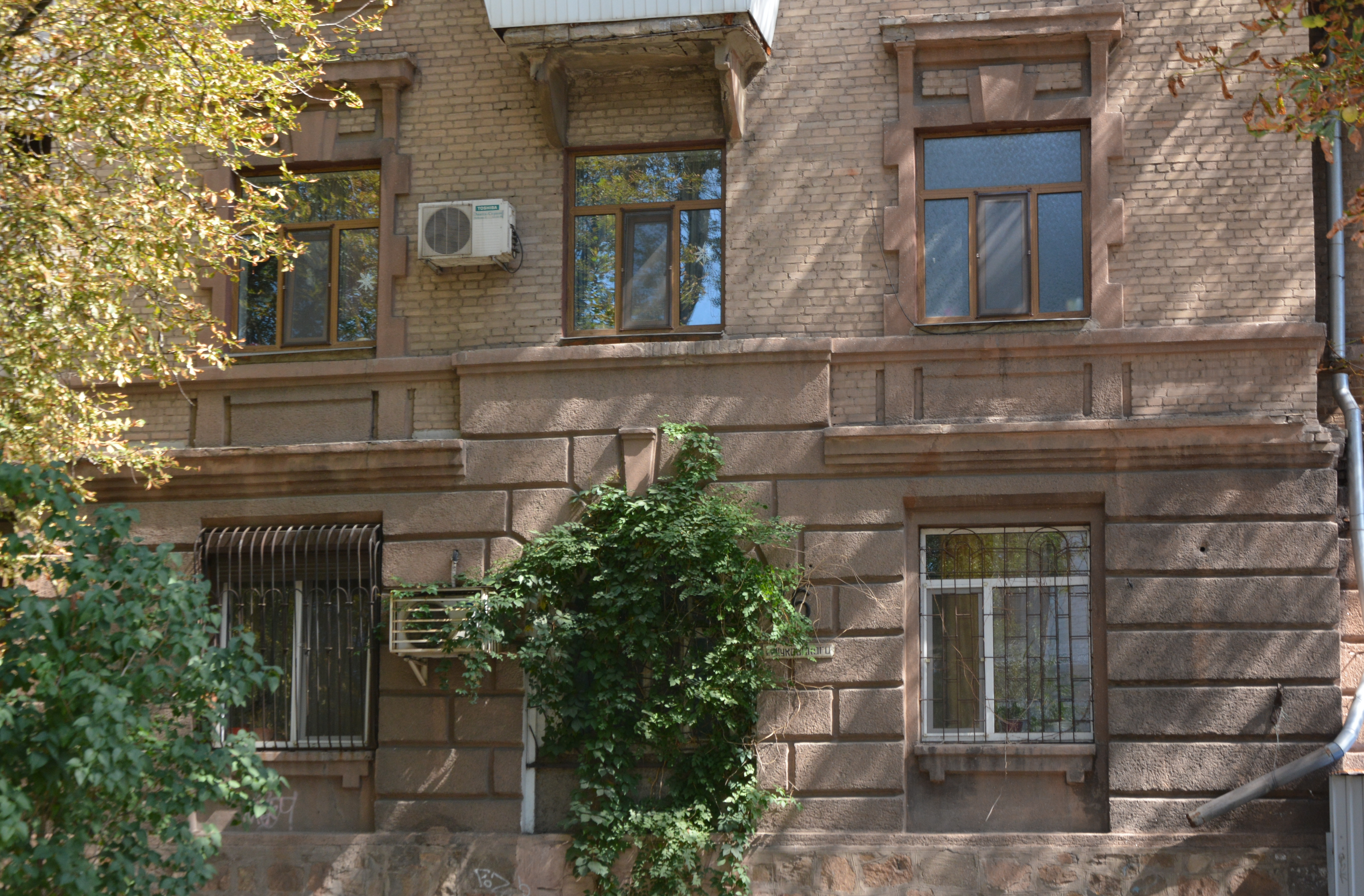
Житловий будинок (вул. Університетська, 76)
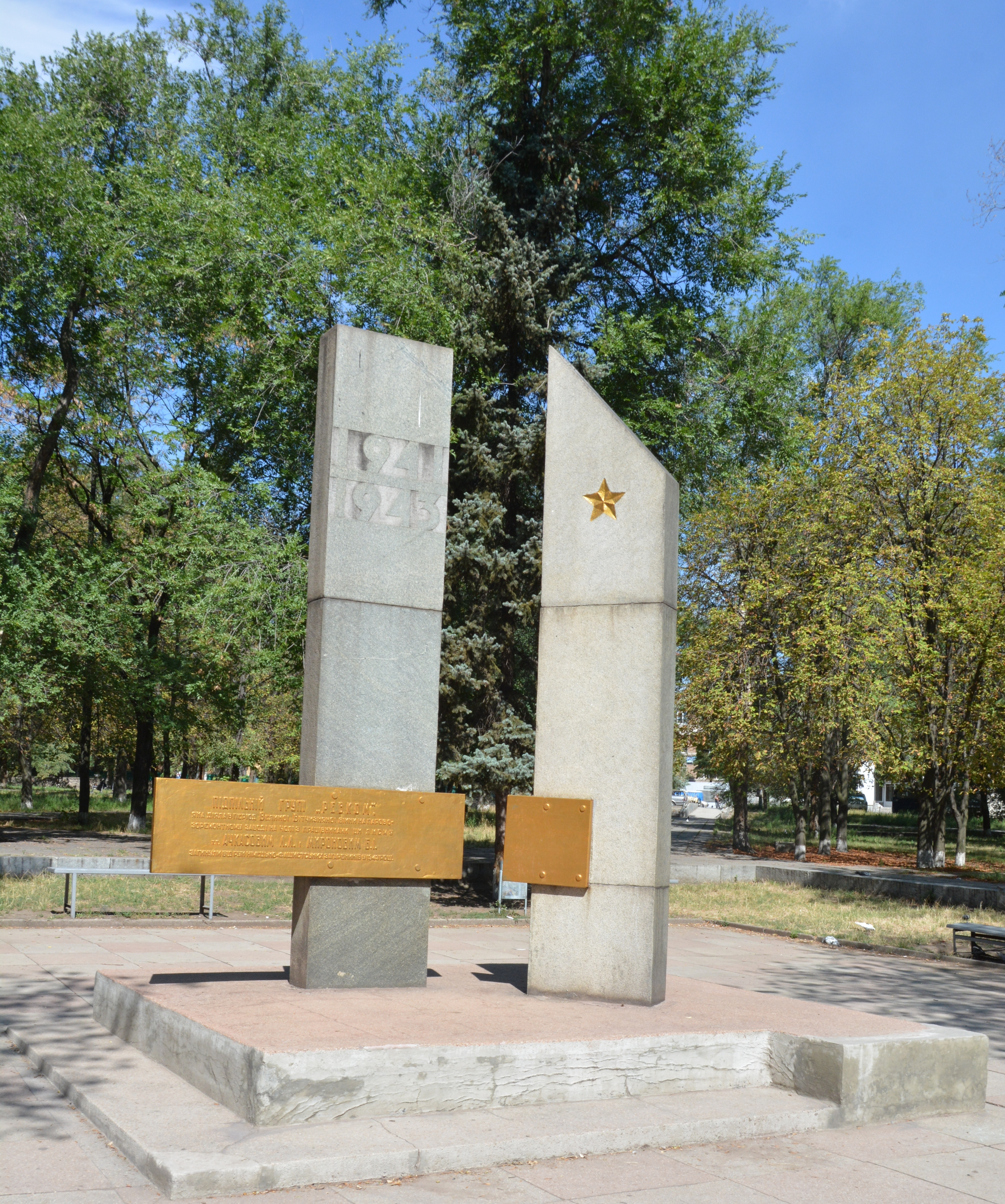
Пам'ятник підпільній групі «Ревком» (вул. Університетська, біля навчального корпусу № 8 ЗНУ)